# Champ-Haut
Champ-Haut és un municipi francès situat al departament de l'Orne i a la regió de Normandia. L'any 2007 tenia 52 habitants.

## Demografia

### Població
El 2007 la població de fet de Champ-Haut era de 52 persones. Hi havia 16 famílies de les quals 4 eren parelles sense fills i 12 parelles amb fills.
La població ha evolucionat segons el següent gràfic:
Habitants censats

### Habitatges
El 2007 hi havia 31 habitatges, 16 eren l'habitatge principal de la família, 13 eren segones residències i 3 estaven desocupats. Tots els 29 habitatges eren cases. Dels 16 habitatges principals, 14 estaven ocupats pels seus propietaris i 2 estaven llogats i ocupats pels llogaters; 1 tenia tres cambres, 5 en tenien quatre i 10 en tenien cinc o més. 4 habitatges disposaven pel capbaix d'una plaça de pàrquing. A 4 habitatges hi havia un automòbil i a 11 n'hi havia dos o més.

### Piràmide de població
La piràmide de població per edats i sexe el 2009 era:
| Homes | Edats   | Dones |
| ----- | ------- | ----- |
| 0     | 95 o +  | 0     |
| 0     | 90 a 94 | 0     |
| 0     | 85 a 89 | 0     |
| 0     | 80 a 84 | 0     |
| 0     | 75 a 79 | 0     |
| 0     | 70 a 74 | 4     |
| 0     | 65 a 69 | 0     |
| 0     | 60 a 64 | 0     |
| 0     | 55 a 59 | 0     |
| 0     | 50 a 54 | 4     |
| 8     | 45 a 49 | 0     |
| 0     | 40 a 44 | 0     |
| 8     | 35 a 39 | 8     |
| 0     | 30 a 34 | 0     |
| 0     | 25 a 29 | 0     |
| 0     | 20 a 24 | 0     |
| 4     | 15 a 19 | 8     |
| 0     | 10 a 14 | 0     |
| 0     | 5 a 9   | 4     |
| 0     | 0 a 4   | 0     |

## Economia
El 2007 la població en edat de treballar era de 39 persones, 30 eren actives i 9 eren inactives. De les 30 persones actives 27 estaven ocupades (15 homes i 12 dones) i 3 estaven aturades (1 home i 2 dones). De les 9 persones inactives 3 estaven jubilades, 3 estaven estudiant i 3 estaven classificades com a «altres inactius».
Activitats econòmiques
Els 2 establiments que hi havia el 2007 eren d'empreses classificades com a «altres activitats de serveis».
L'any 2000 a Champ-Haut hi havia 9 explotacions agrícoles que ocupaven un total de 455 hectàrees.

## Poblacions més properes
El següent diagrama mostra les poblacions més properes.